# Carlotta Zamparo
Carlotta Zamparo (Campobasso, 30 ottobre 1966) è un'ex ballerina italiana, danseuse étoile del Ballet National de Marseille di Roland Petit dal 1988 al 1996.

## Biografia
Nel 1977 fu ammessa alla Scuola di Ballo del Teatro alla Scala, dove annoverò tra i suoi insegnanti Anna Maria Prina, Amelia Colombini e Victor Rona. Dopo il diploma, conseguito a diciassette anni nel 1983, continuò a perfezionarsi con Marika Besobrasowa a Montecarlo e presso la School of American Ballet di New York. Durante il percorso formativo prese parte a diversi allestimenti, tra cui Excelsior, Lo schiaccianoci, La bella addormentata e il Narciso di Ivan Fedele. Nell'estate 1983 danzò con l'Aterballetto di Reggio Emilia sotto la direzione di Amedeo Amodio, interpretando Night Creature di Alvin Ailey e Ricercare a nove movimenti dello stesso Amodio.
Nel 1984 fu scritturata da Roland Petit per il Ballet National de Marseille, di cui divenne solista nel 1987 ed étoile nel giugno 1988. Sempre nel 1988 vinse il Premio Danza&Danza alla migliore giovane ballerina dell'anno. Danzò come protagonista in diverse creazioni di Petit, tra cui Le diable amoureux, Carmen, Coppélia, Notre-Dame de Paris, Le jeune homme et la mort, L'Ange Bleu e La Bella Addormentata nel ruolo della Fata dei Lillà. Inoltre danzò coreografie di George Balanchine (Apollon Musagète), Rudol'f Nureev, William Forsythe (Second Detail, Steptext), Jiří Kylián (Petit Mort), Nacho Duato (Jardi Tancat) e Alvin Ailey (Night Creatures). Nel corso della sua carriera le fecero da partner sulle scene ballerini quali Vladimir Viktorovič Vasil'ev, Patrick Dupond, Nicolas Le Riche, Jean-Yves Lormeau, Cyril Atanassoff ed Éric Vu-An e danzò in alcuni dei maggiori teatri al mondo, tra cui il Teatro Bol'šoj, l'Opéra National de Paris, il Teatro alla Scala, il Kennedy Center, il Tokyo Bunka Kaikan, il Gran Teatro La Fenice e la Deutsche Oper Berlin.
Dopo il ritiro dalle scene si è dedicata all'insegnamento, lavorando come maitresse de ballet, répétiteur e professeur de danse per diverse compagnie e scuole di danza, tra cui il Corpo di Ballo del Teatro alla Scala, il Ballet National de Marseille, l'Europa Ballet, la Scuola di Ballo del Teatro alla Scala e la Civica Scuola di Teatro Paolo Grassi, dove insegna Danza Classica Accademica dal 2013.

## Repertorio (parziale)
- Le diable amoureux – coreografia di Roland Petit
- Carmen – coreografia di Roland Petit
- Coppélia – coreografia di Roland Petit
- Notre-Dame de Paris – coreografia di Roland Petit
- Le jeune homme et la mort – coreografia di Roland Petit
- L'Ange Bleu – coreografia di Roland Petit
- La Bella Addormentata (Fata dei Lillà) – coreografia di Roland Petit
- Apollon Musagète – coreografia di George Balanchine
- Lo Schiaccianoci – coreografia di Rudol'f Nureev
- Second Detail, Steptext – coreografia di William Forsythe
- Petit Mort – coreografia di Jiří Kylián
- Jardi Tancat – coreografia di Nacho Duato
- Night Creatures – coreografia di Alvin Ailey

## Filmografia

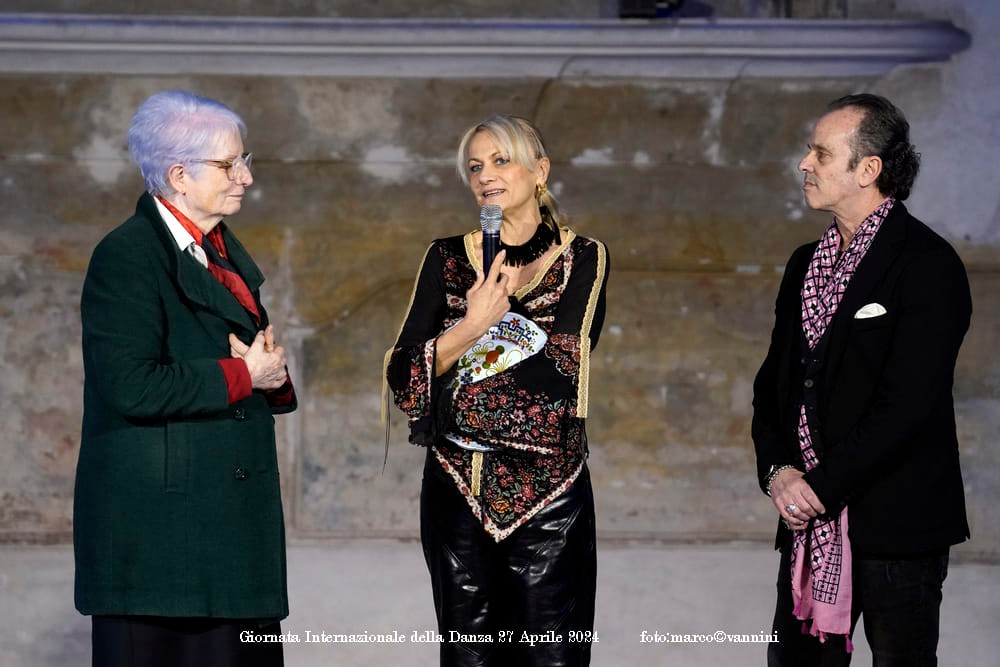
Zamparo riceve il Premio alla carriera G.I.D al Castel Bolognese (2024)

### Televisione
- Leonardo a Milano (1983), sceneggiato RAI – ruolo di Beatrice d’Este
- Speciale Mixer Danza (1988), Rai 2
- Europa Europa (1989), Rai 1
- Tappeto Volante (1997), TMC
- Amici (2022), Canale 5 – giudice ospite

## Riconoscimenti
- Premio Danza&Danza (1988) – Migliore giovane ballerina dell’anno
- Premio alla carriera G.I.D. - 2024